# Broń nieautomatyczna

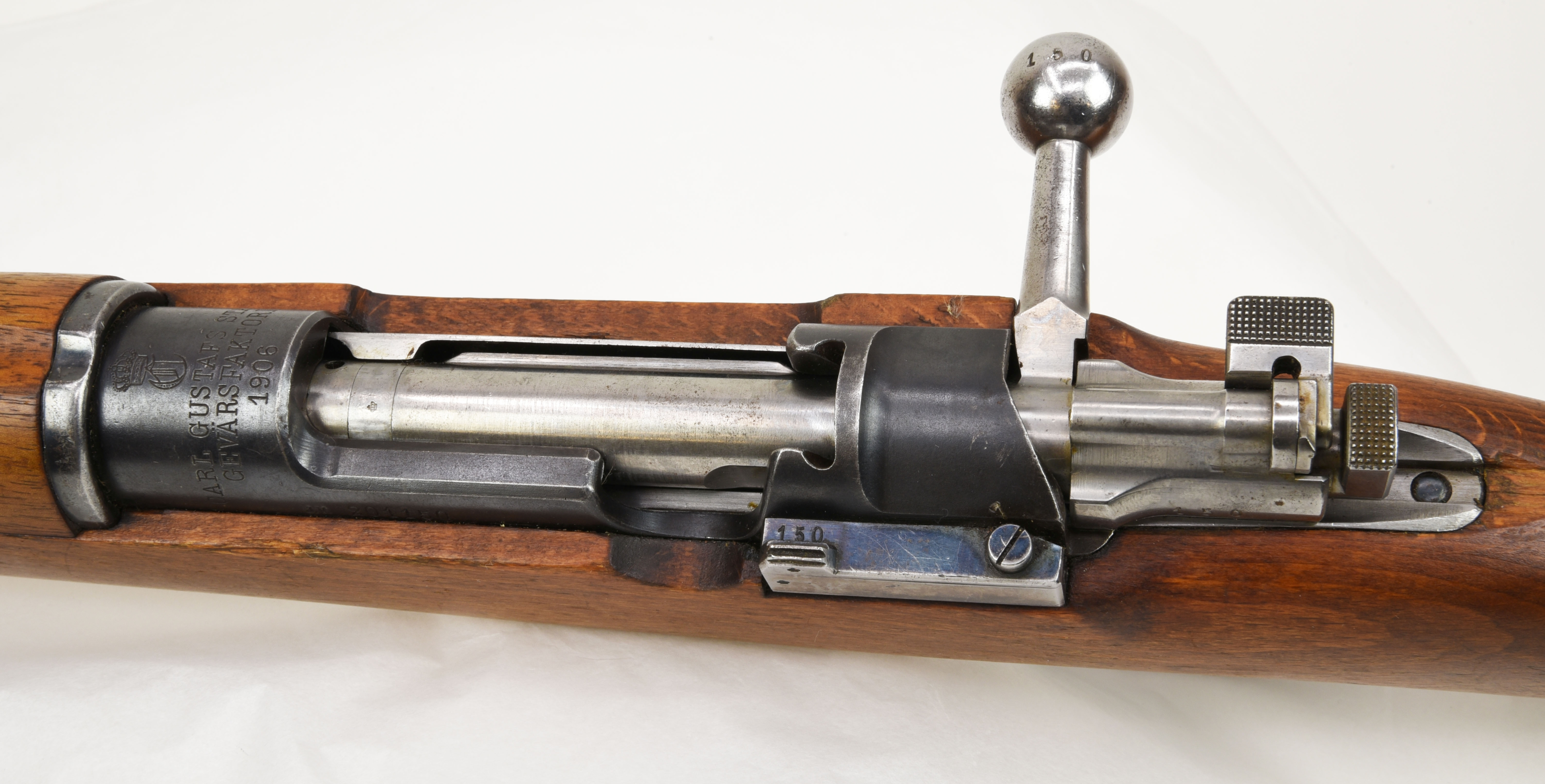
Zamek czterotaktowy karabinu powtarzalnego - przykład konstrukcji broni nieautomatycznej wymagającej ręcznej obsługi

Broń nieautomatyczna – rodzaj broni palnej, w której wszystkie czynności cyklu pracy broni są wykonywane ręcznie przez strzelca lub przez uprzednio napięte przez niego sprężyny. Broń nieautomatyczna dzieli się na jednostrzałową i powtarzalną.